# Cryptachaea banosensis
Cryptachaea banosensis is een spinnensoort in de taxonomische indeling van de kogelspinnen (Theridiidae).
Het dier behoort tot het geslacht Cryptachaea. De wetenschappelijke naam van de soort werd voor het eerst geldig gepubliceerd in 1963 door Herbert Walter Levi.